# Атонуэво
Атонуэво (исп. Hatonuevo) — город и муниципалитет на северо-востоке Колумбии, на территории департамента Гуахира.

## История
Город был основан 24 октября 1840 года.

## Географическое положение

Муниципалитет Атонуэво

Город расположен в центральной части Гуахиры, в долине реки Ранчерия, на расстоянии приблизительно 53 километров к юго-юго-востоку (SSE) от Риоачи, административного центра департамента. Абсолютная высота — 225 метров над уровнем моря.

Площадь муниципалитета составляет 249 км².

## Население
По данным Национального административного департамента статистики Колумбии, совокупная численность населения города и муниципалитета в 2012 году составляла 22 203 человек.
Динамика численности населения города по годам:
| 2005   | 2006   | 2007   | 2008   | 2009   | 2010   | 2011   | 2012   |
| ------ | ------ | ------ | ------ | ------ | ------ | ------ | ------ |
| 16 383 | 17 182 | 17 971 | 18 784 | 19 611 | 20 458 | 21 330 | 22 203 |

Согласно данным переписи 2005 года мужчины составляли 51,3 % от населения города, женщины — соответственно 48,7 %. В расовом отношении белые и метисы составляли 44,4 % от населения города; негры, мулаты и райсальцы — 45 %; индейцы — 10,6 %.
Уровень грамотности среди всего населения составлял 90,2 %.

## Экономика
56 % от общего числа городских и муниципальных предприятий составляют предприятия торговой сферы, 36,2 % — предприятия сферы обслуживания, 4,7 % — промышленные предприятия, 3,1 % — предприятия иных отраслей экономики.